# Zale rosae
Zale rosae là một loài bướm đêm trong họ Erebidae.